# Madonna (plaats)
Madonna (ook: Langemark-Madonnawijk) is een gehucht dat deel uitmaakt van het dorp Langemark in de Belgische gemeente Langemark-Poelkapelle in West-Vlaanderen. Het dorp telt ruim 1000 inwoners. De plaatselijke bevolking spreekt van de Madône.

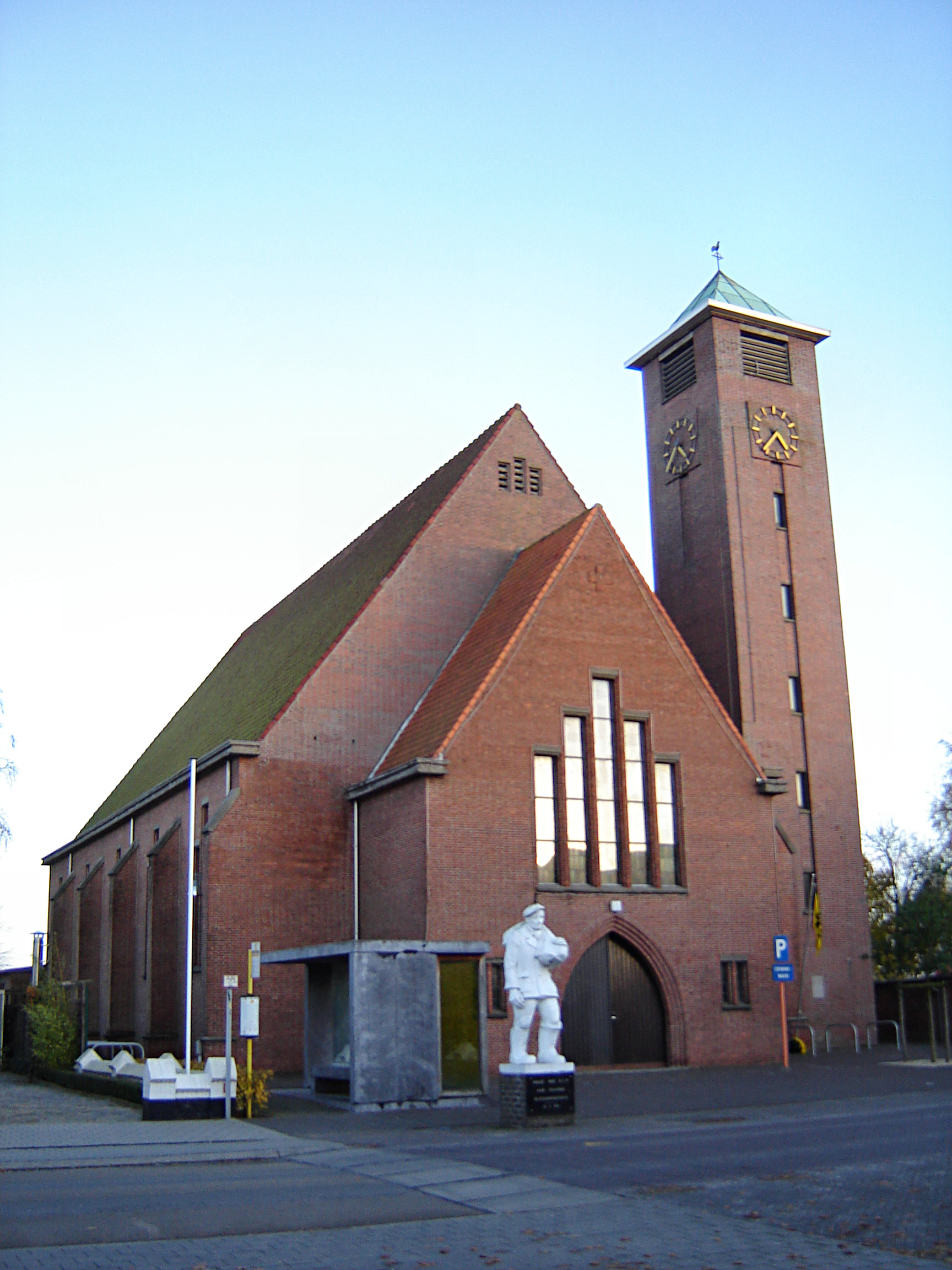
Onze-Lieve-Vrouwkerk

## Geschiedenis
Tussen 1842 en 1950 hadden de zusters van Onze-Lieve-Vrouw van 7 Weeën in het gehucht, dat oorspronkelijk Boskant heette, een klooster. De school, aanvankelijk Bosschool genaamd, werd door hun toedoen de Mariaschool. Vanaf de jaren '20 van de 20e eeuw werd het een klooster van de zusters Apostolinnen. In 1936 werd er een parochie opgericht.

## Bezienswaardigheden
- De Onze-Lieve-Vrouw-Onbevlekt-Ontvangenkerk
- Voor de kerk staat een groot beeld van een zaaier, die de vele seizoenarbeiders ("de trimards") herdenkt die hier vroeger leefden.

## Natuur en landschap
Madonna ligt tegen de zuidrand van het Vrijbos aan, op een hoogte van ongeveer 22 meter in Zandlemig Vlaanderen. Ten zuiden van Madonna stroomt de Broenbeek.

## Evenementen
Elk jaar wordt er een stoet gehouden met de seizoensarbeiders ("de trimards")

## Het varken van Madonna
Het dorp werd in 2011 vereeuwigd in de titel van de film Het varken van Madonna, een prent van Frank Van Passel met onder andere Kevin Janssens en Wine Dierickx. Het verhaal speelt zich zo goed als volledig af in het dorp Madonna. De opnames voor de film werden echter niet in Madonna zelf gemaakt, maar in onder meer Houtem bij Veurne.

## Nabijgelegen kernen
Langemark, Poelkapelle, Vijfwegen